# Bladon

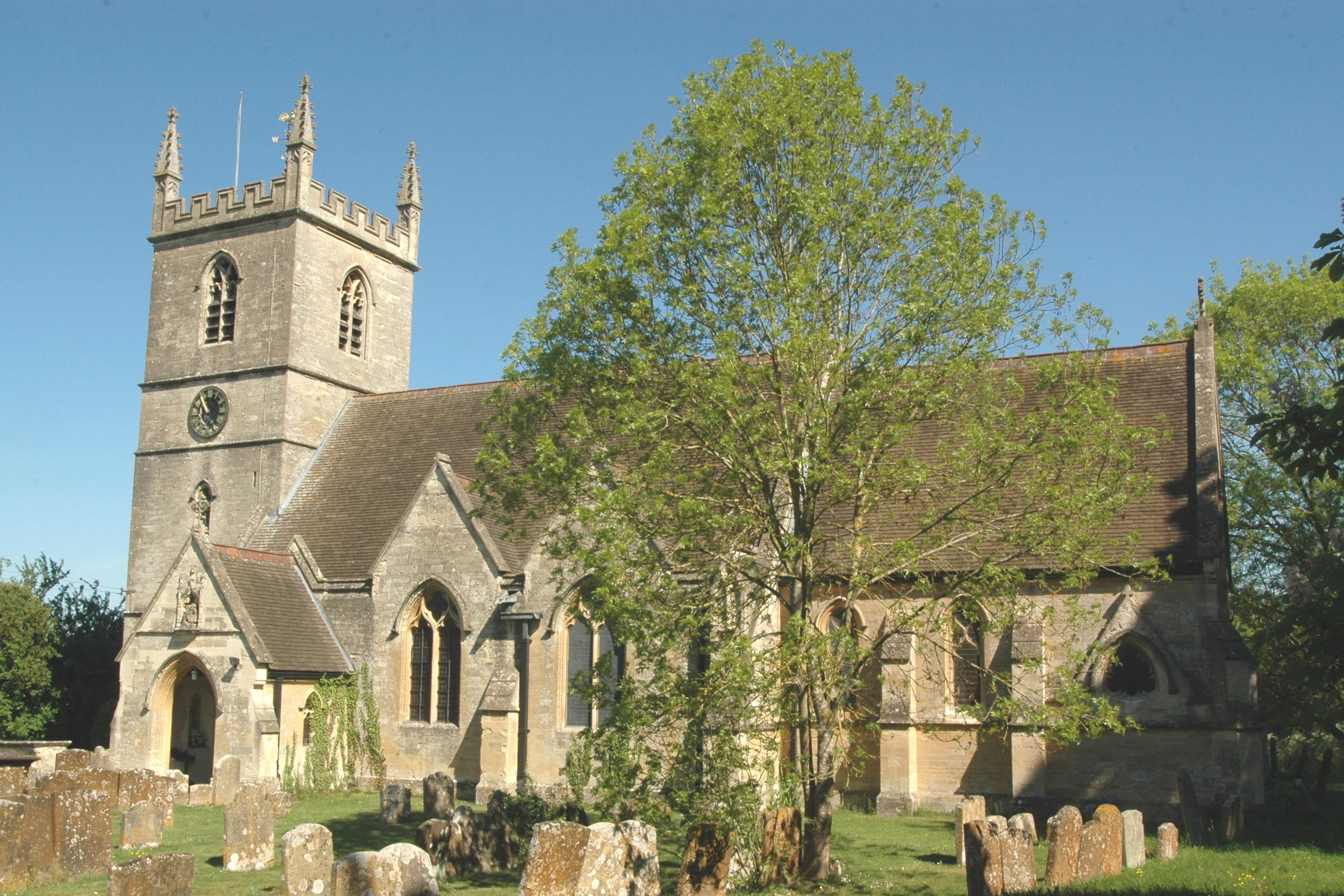
L'église paroissiale St Martin

Bladon (qu'on prononce bleɪ-donn) est un village et une paroisse civile de l'Oxfordshire. Bladon se trouve au sud du palais de Blenheim et se compose de beaucoup de maisons étranges. L'église de la rue Martin est une reconstruction victorienne de 1894 sur l'emplacement d'une église déjà reconstruite en 1801.

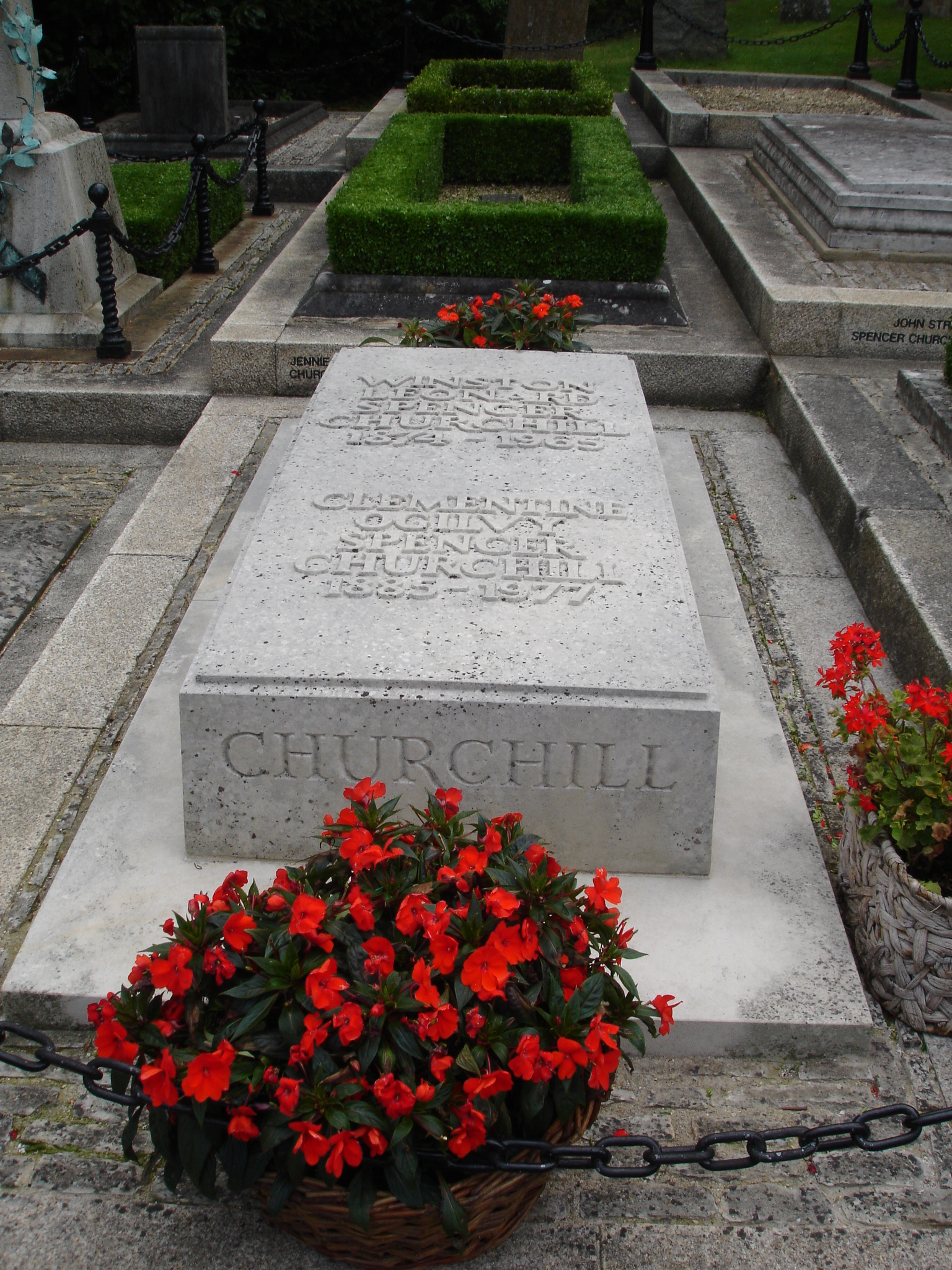
Tombe de Winston Churchill à Bladon

Le 24 janvier 1965, Winston Churchill a été enterré dans le cimetière de Bladon, à côté des tombes de sa mère, lady Randolph Churchill, et de son père, lord Randolph Churchill.